# Trung Hòa, Ngân Sơn
Trung Hòa là một xã thuộc huyện Ngân Sơn, tỉnh Bắc Kạn, Việt Nam.

## Địa lý
Xã Trung Hòa có vị trí địa lý:
- Phía bắc giáp xã Cốc Đán
- Đông giáp xã Cốc Đán và các thị trấn Vân Tùng, Nà Phặc
- Phía nam giáp thị trấn Nà Phặc
- Phía tây giáp huyện Ba Bể.

Xã Trung Hòa có diện tích 38,5 km², dân số năm 2019 là 1.346 người, mật độ dân số đạt 35 người/km².
Suối Nà Chúa chảy từ bắc xuống phía nam của xã và nhận thêm nước từ suối Bản Phặc ở đoạn gần chảy sang thị trấn Nà Phặc.

## Hành chính
Xã Trung Hòa được chia thành 12 bản: Nà Chúa, Nà Đi, Phặc, Phắng, Bó Nòn, Phiêng Xoỏng, Phiêng Sảng, Nà Pán, Khuổi Vuồng, Hoà, Khau Gian, Cảng Cào.